# Papillaria vaginans
Papillaria vaginans là một loài Rêu trong họ Meteoriaceae. Loài này được (Welw. & Duby) A. Gepp mô tả khoa học đầu tiên năm 1901.